# Арберия
Арберия е район в Южна Италия, където между 15 и 18 век се заселват бежанци-албанци, бягащи от османското владичество. Названието на тази група албанци-преселници на Апенинския полуостров е арбъреши, а езика им - арбърешки.
Районът на арбърешите в Южна Италия е познат като Арберия и обхваща 54 лингвистични острова. От континенталната част на Италия Арберия включва предимно Козенца в Калабрия, както и планински части от италианските региони Абруцо, Базиликата, Кампания, Молизе, Апулия и Сицилия, т.е. поселения в т.нар. историческа Магна Греция.

## Градове и общини
Това са градовете и общините в които живее арбърешкото общесвто в Италия (Имената в курсивен шрифт посочват селищата в които арбърешите са живели в миналото а днес няма повече арбърешки жители):
- Регион Абруцо:
  - Рошано (на италиански: Rosciano): Арбърешите живеят само в село Вила Бадеса (Villa Badessa, на арбърешки Badhesa, Бадеса)
- Регион Базиликата:
  - Бариле (на италиански: Barile, на арбърешки Barilli, Барили)
  - Джинестра (на италиански: Ginestra, на арбърешки Zhura, Жура)
  - Маскито (на италиански: Maschito, на арбърешки Mashqiti, Машчити)
  - Сан Костантино Албанезе (на италиански: San Costantino Albanese, на арбърешки Shën Kostandini Arbëresh, Шън Костандини Арбъреш)
  - Сан Паоло Албанезе (на италиански: San Paolo Albanese, на арбърешки Shën Pali Arbëresh, Шън Пали Арбъреш)
- Регион Калабрия:
  - Акуаформоза (на италиански: Acquaformosa, на арбърешки Firmoza, Фирмоза)
  - Амато (на италиански: Amato)
  - Андали (на италиански: Andali, на арбърешки Dandalli, Дандали)
  - Вакарицо Албанезе (на италиански: Vaccarizzo Albanese, на арбърешки Vakarici, Вакарици)
  - Джицерия (на италиански: Gizzeria)
  - Карафа ди Катандзаро (на италиански Caraffa di Catanzaro, на арбърешки Gharrafa, Гхарафа)
  - Карфици (на италиански: Carfizzi, на арбърешки Karfici, Карфици)
  - Кастрореджо (на италиански: Castroreggio, на арбърешки Kastërnexhi, Кастърнеджи)
  - Куринга (на италиански: Curinga)
  - Ламеция Терме (на италиански: Lamezia Terme): Арбърешите живеят само в село Дзангарона (Zangarona, на арбърешки Zingharona, Зингхарона)
  - Лунгро (на италиански: Lungro, на арбърешки Ungra, Унгра)
  - Майда (на италиански: Maida): Арбърешите живеят само в село Вена ди Майда (Vena di Maida, на арбърешки Vina, Вина)
  - Марчедуза (на италиански Marcedusa, на арбърешки Marçëdhùza, Марчъдуза)
  - Монграсано (на италиански: Mongrassano, на арбърешки Mungraxana, Мунградзана)
  - Палагорио (на италиански: Pallagorio, на арбърешки Puheriu, Пухериу)
  - Платачи (на италиански: Plataci, на арбърешки Pllatëni, Платъни)
  - Сан Базиле (на италиански: San Basile, на арбърешки Shën Vasili, Шън Васили)
  - Сан Бенедето Улано (на италиански: San Benedetto Ullano, на арбърешки Shën Benedhiti, Шън Бенедити)
  - Сан Деметрио Короне (на италиански: San Demetrio Corone, на арбърешки Shën Mitri, Шън Митри)
  - Сан Джорджо Албанезе (на италиански: San Giorgio Albanese, на арбърешки Mbuzati, Мбузати)
  - Сан Козмо Албанезе (на италиански: San Cosmo Albanese, на арбърешки Strigari, Стригари)
  - Сан Мартино ди Финита (на италиански: San Martino di Finita, на арбърешки Shën Mërtiri, Шън Мъртири)
  - Сан Никола дел'Алто (на италиански: San Nicola dell'Alto, на арбърешки Shën Kolli, Шън Коли)
  - Санта Катерина Албанезе (на италиански: Santa Caterina Albanese, на арбърешки Picilia, Пицилия)
  - Санта София д'Епиро (на италиански: Santa Sofia d'Epiro, на арбърешки Shën Sofia, Шън София)
  - Спецано Албанезе (на италиански: Spezzano Albanese, на арбърешки Spixana, Спидзана)
  - Фалконара Албанезе (на италиански: Falconara Albanese, на арбърешки Falkunara, Фалкунара)
  - Фирмо (на италиански: Firmo, на арбърешки Ferma, Ферма)
  - Фрашинето (на италиански: Frascineto, на арбърешки Frasnita, Фраснита)
  - Червикати (на италиански: Cervicati, на арбърешки Çervikati, Червикати)
  - Черцето (на италиански: Cerzeto, на арбърешки Qana, Чана)
  - Чивита (на италиански: Civita, на арбърешки Çifti, Чифти)
- Регион Кампания:
  - Гречи (на италиански: Greci, на арбърешки Katundi, Катунди)
- Регион Молизе:
  - Кампомарино (на италиански: Campomarino, на арбърешки Këmarini, Къмарини)
  - Монтечилфоне (на италиански: Montecilfone, на арбърешки Munxhufuni, Мунджуфуни)
  - Портоканоне (на италиански: Portocannone, на арбърешки Porkanuni, Поркануни)
  - Урури (на италиански: Ururi, на арбърешки Ruri, Рури)
- Регион Пулия:
  - Казалвекио ди Пуля (на италиански: Casalvecchio di Puglia, на арбърешки Kazallveqi, Казалвечи)
  - Киеути (на италиански: Chieuti, на арбърешки Qefti, Чефти)
  - Сан Марцано ди Сан Джузепе (на италиански: San Marzano di San Giuseppe, на арбърешки Shën Marcani, Шън Марцани)
- Регион Сицилия:
  - Контеса Ентелина (на италиански: Contessa Entellina, на арбърешки Kundisë, Кундисъ)
  - Медзоюзо (на италиански: Mezzojuso, на арбърешки Munxhifsi, Мунджифси)
  - Палацо Адриано (на италиански: Palazzo Adriano, на арбърешки Pallaci, Палаци)
  - Пиана дели Албанези (на италиански: Piana degli Albanesi, на арбърешки Hora e Arbëreshëvet, Хора е Арбърешъвет)
  - Санта Кристина Джела (на италиански: Santa Cristina Gela, на арбърешки Shëndastina, Шъндастина)